# Czyżyk (Góry Sowie)
Czyżyk (niem. Zeisig Koppe, 555 m n.p.m.) – wzniesienie w południowo-zachodniej Polsce, w Sudetach Środkowych, w środkowej części Gór Sowich. Góra z licznymi śladami dawnej działalności górniczej. 
Wzniesienie położone jest w północno-środkowej części Gór Sowich, około 3,8  km na południowy zachód od centrum miejscowości Bielawa.
Kopulaste wzniesienie o bardzo zróżnicowanej rzeźbie i ukształtowaniu oraz dość stromych wschodnich i zachodnich zboczach, z płaską wyrazistą powierzchnią będące niższą kulminacją Błyszcza (637 m n.p.m.). 
Wznosi się na końcu długiego bocznego grzbietu, odchodzącego od Słonecznej w kierunku północnym przez szczyty wzniesień: Korczaka, Żebraka, Kawkę, Błyszcz. Wzniesienie wyraźnie wydzielają doliny: od południowego wschodu Dolina Wapienna, a od północnego zachodu mało wykształcona dolina, którą płynie bezimienny potok górski. Północno-wschodnie zbocze wzniesienia opada do linii sudeckiego uskoku brzeżnego nad Kamieniczkami. Wzniesienie zbudowane z prekambryjskich gnejsów, z dość licznymi wkładkami ciemnych amfibolitów z soczewami wapieni krystalicznych (marmurów). Występuje tu także aktynolit, chromit i ilmenit. Zbocza wzniesienia pokrywa niewielka warstwa młodszych osadów z okresu zlodowaceń plejstoceńskich. Na południowych stokach, opadających do Doliny Wapiennej znajdują się liczne ślady dawnej działalności górniczej w postaci wkopów, hałd, zapadlisk, szurfów oraz sztolni.
Cała powierzchnia wzniesienia łącznie z partią szczytową porośnięta jest lasem świerkowo bukowym regla dolnego. Dolinami wydzielającymi wzniesienie prowadzą drogi leśne, które w przeszłości były uczęszczane przez turystów, obecnie są zapomniane jako trasy turystyczne. Na szczycie Czyżyka wznosi się niewielka ambona myśliwska. U podnóża wzniesienia, po północnej i zachodniej stronie położona jest miejscowość Pieszyce. Położenie wzniesienia, kształt oraz zróżnicowana rzeźba czynią wzniesienie rozpoznawalnym w terenie. 
Wzniesienie znajduje się na terenie Parku Krajobrazowego Gór Sowich. 

## Górnictwo
Przedmiotem eksploatacji w masywie Czyżyka mogły być żyły barytowe ze srebrnonośną galeną.. 
Do dziś w masywie Czyżyka zostały opisane 4 sztolnie, ale jest ich znacznie więcej, niektóre z nich są drożne. Według ostatnich publikacji na Czyżyku umiejscawia się średniowieczną kopalnię St. Eliae, jednak nie jest to potwierdzone.
W przeszłości w Kamionkach umierało bardzo wielu mieszkańców, duży wpływ miało wydobycie rudy ołowiu.